# Палаццо Венеція
Палаццо Венеція, палац Венеція (італ. Palazzo Venezia) — колишнє представництво Венеційської республіки в Папській державі. Розташоване на площі Венеція на північ від Капітолійського пагорба, поруч з храмом святого Марка.
Побудований навколо середньовічної башти у 1455 і вважається одним з перших пам'ятників Відродження у Вічному місті. Камінь для будівництва виламували прямо з Колізею. Першим мешканцем палаццо був венеційнський кардинал П'єтро Барбо, згодом папа Павло II.
Після переходу Венеції до Габсбургів у палаці знаходилася резиденція австрійського посла в Італії.
У 1930-і з балкона палаццо нерідко виступав Беніто Муссоліні. Нині тут музей.

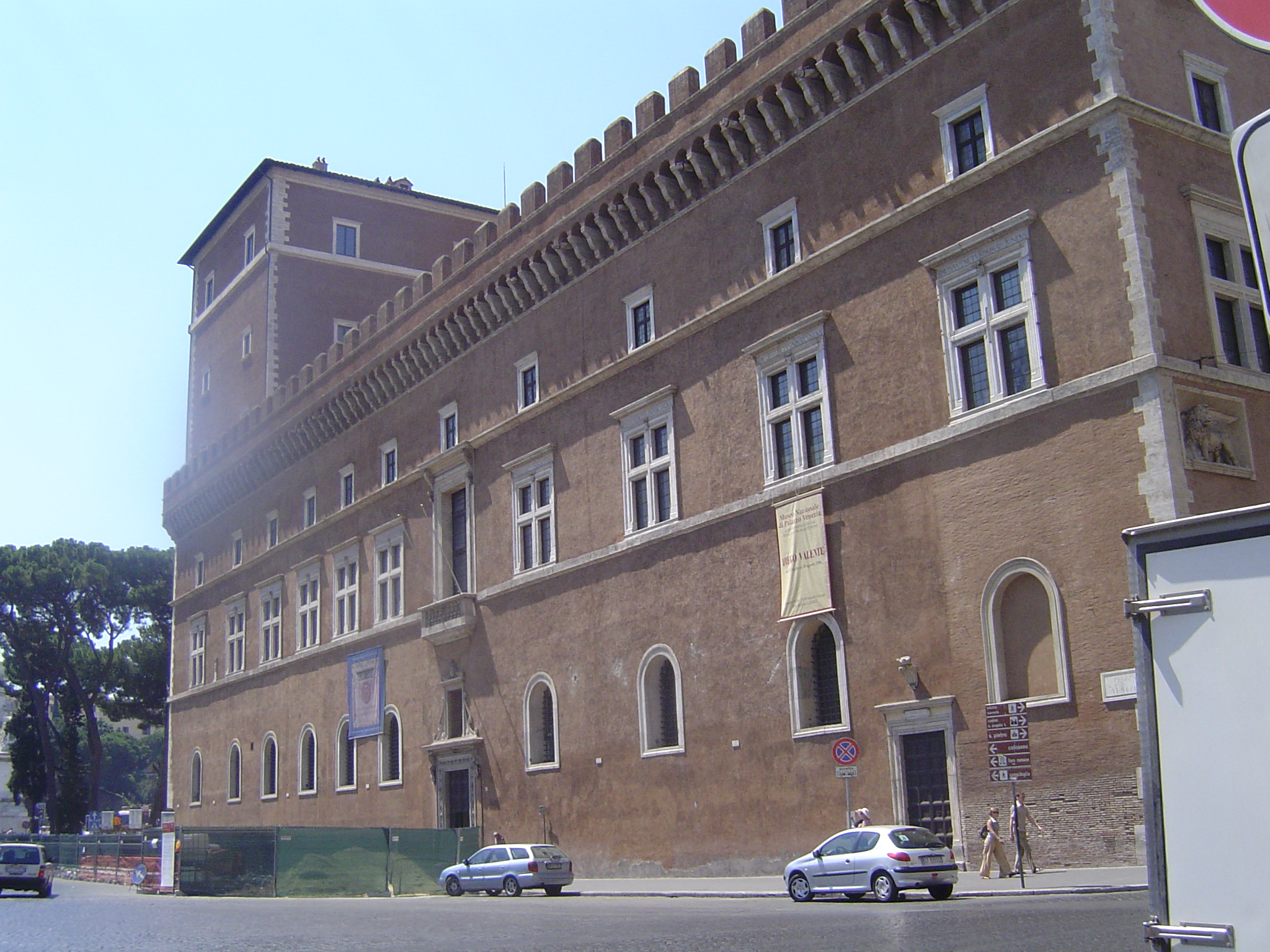
Палаццо Венеція
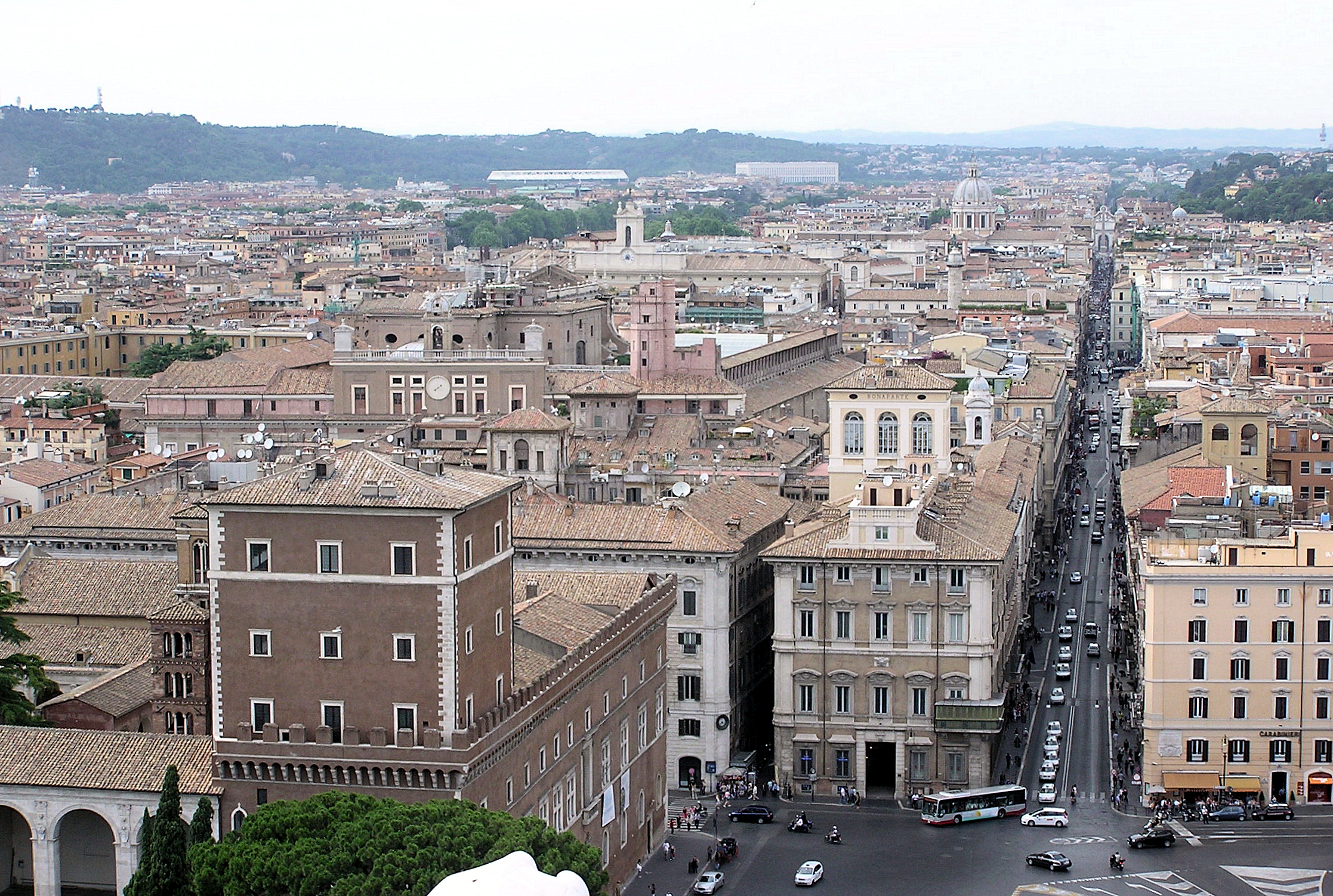
Палаццо Венеція на першому плані та via del Corso праворуч
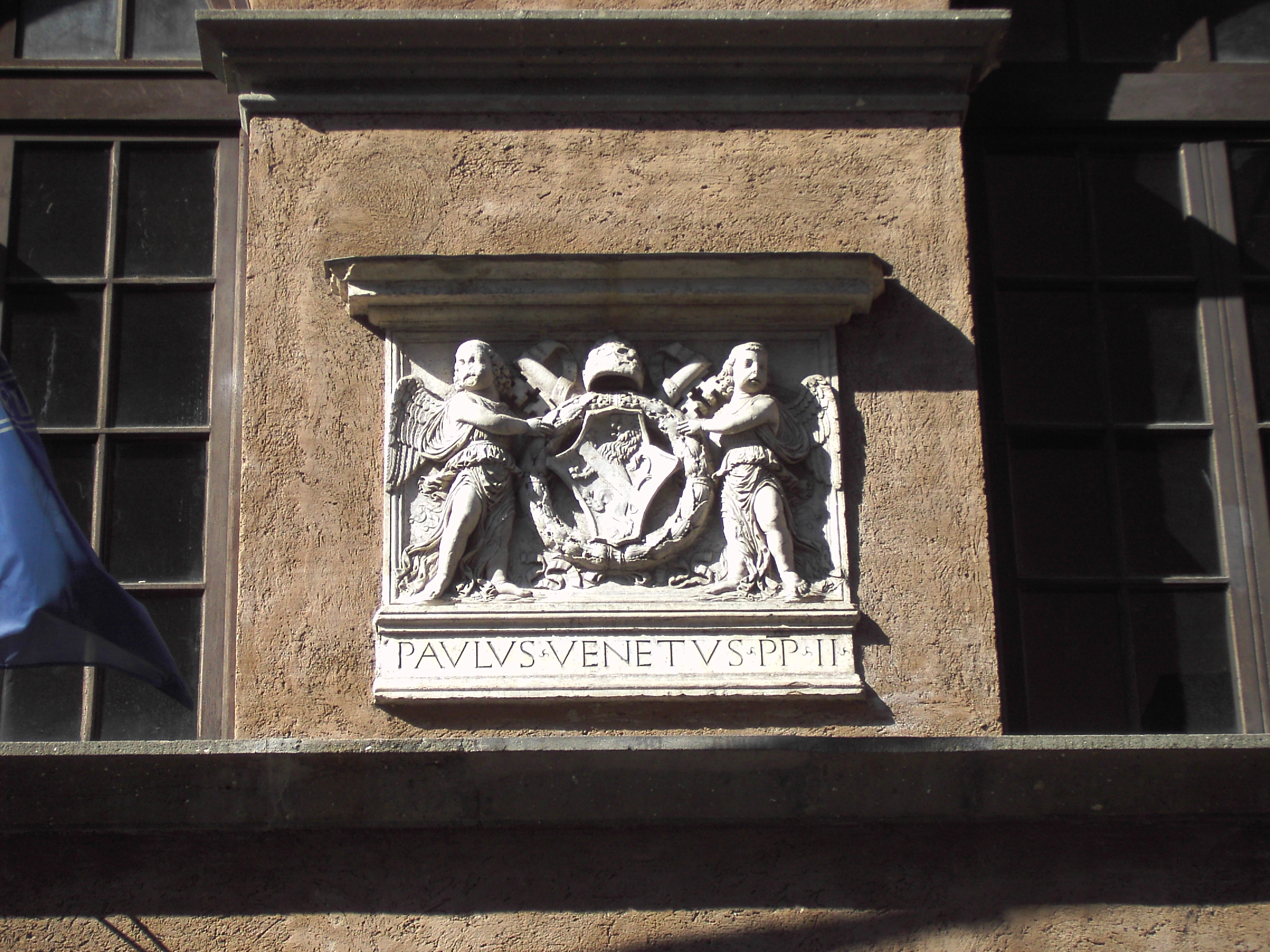
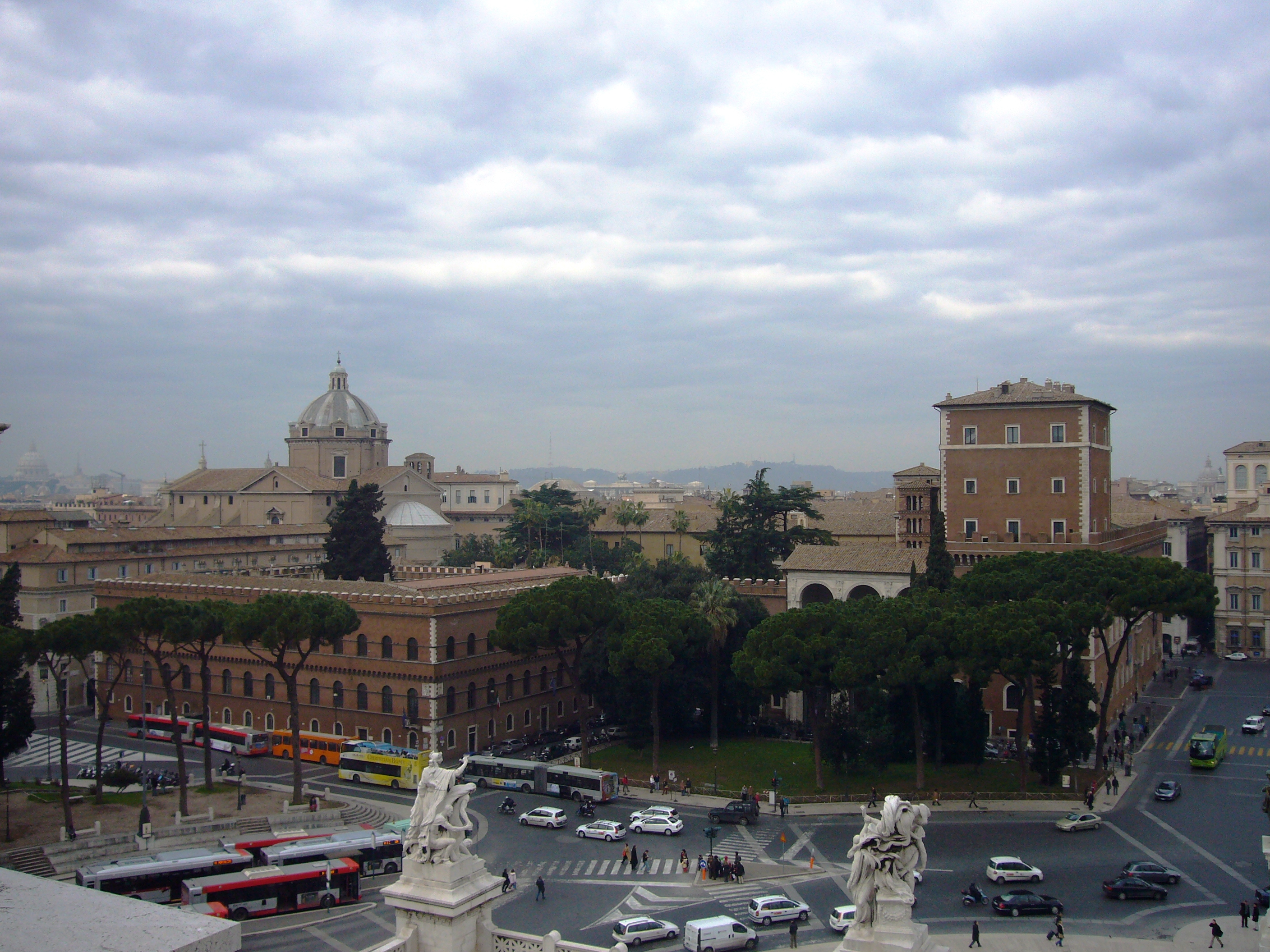
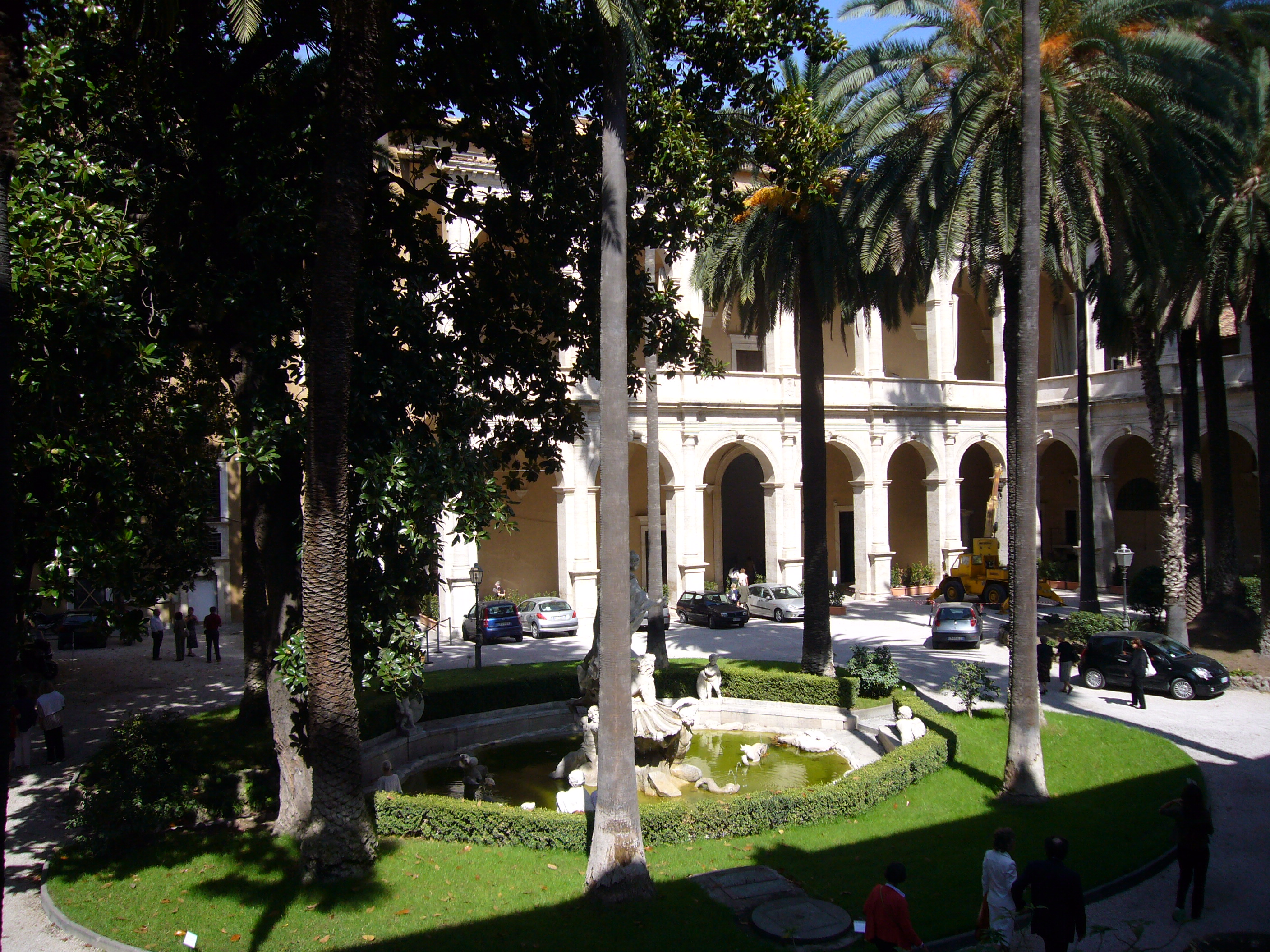
Великий двір
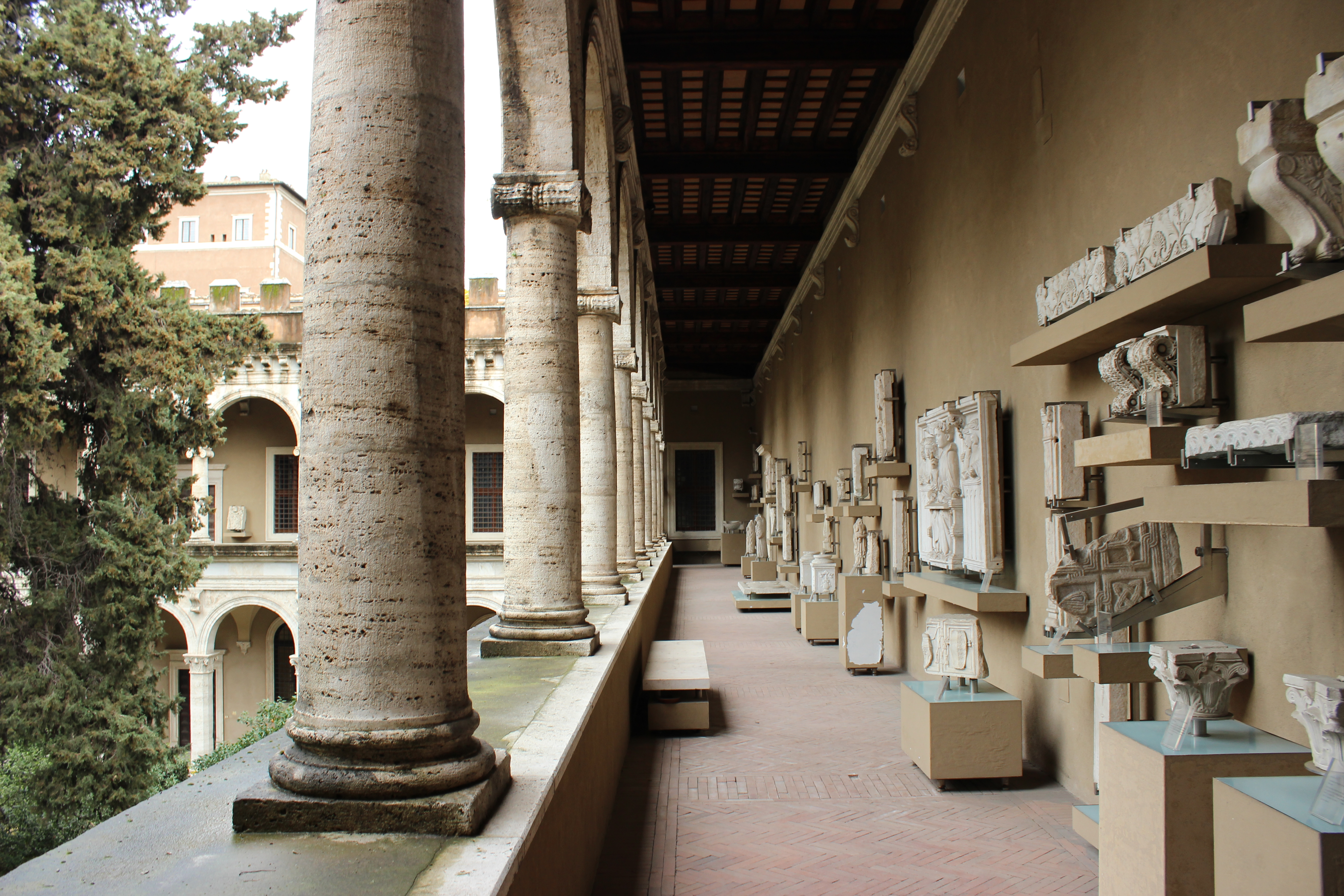
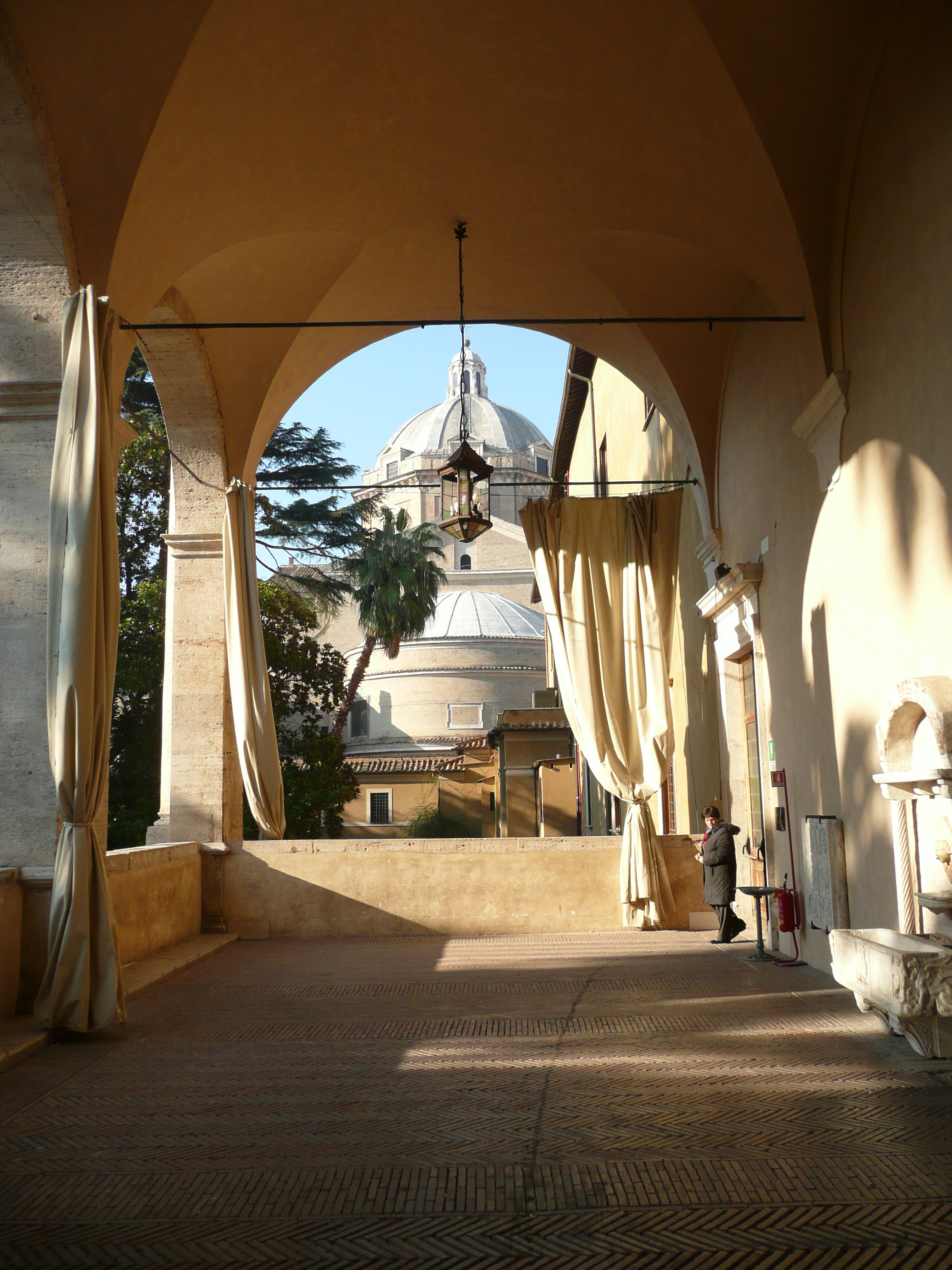
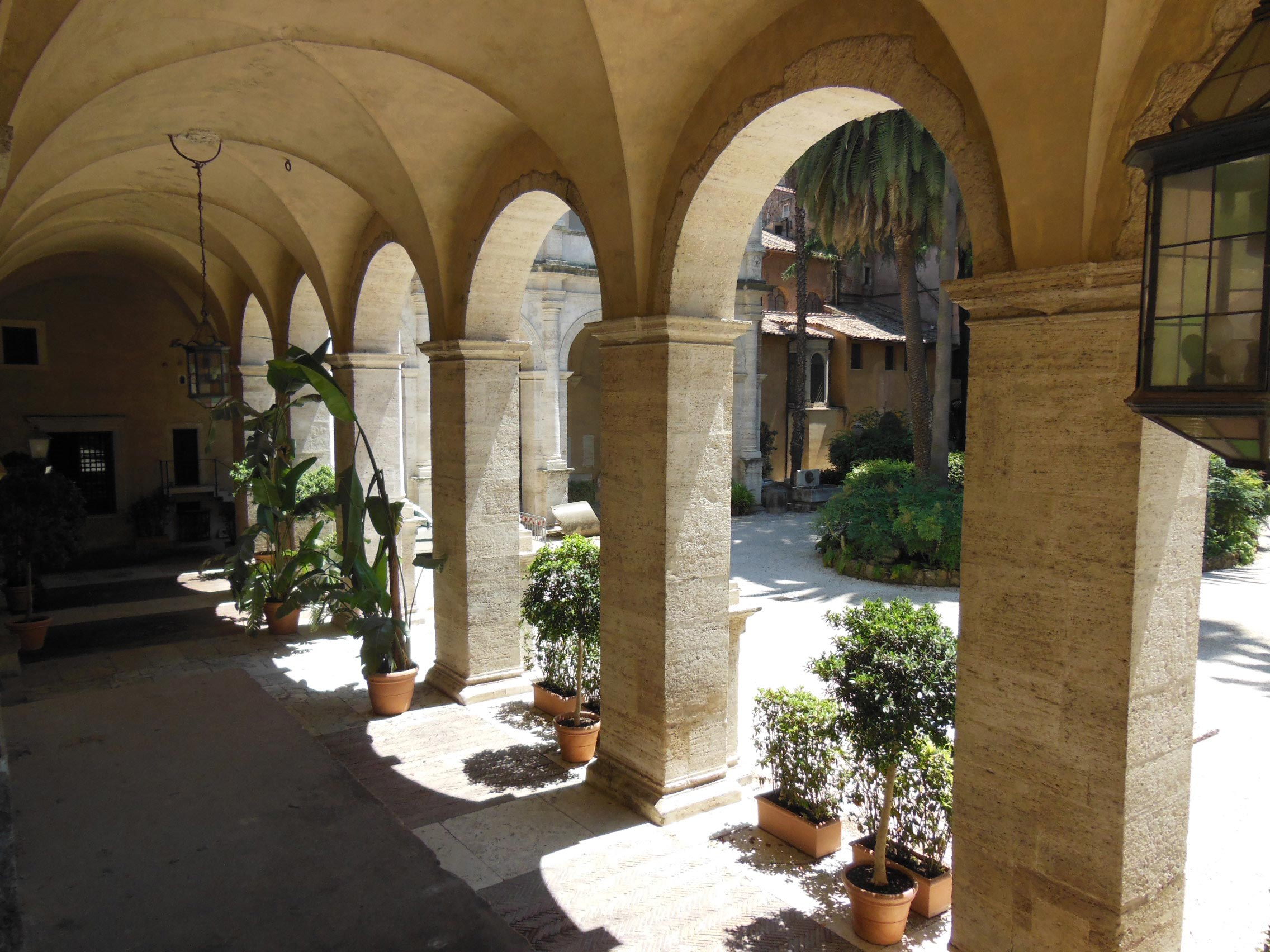
Портик
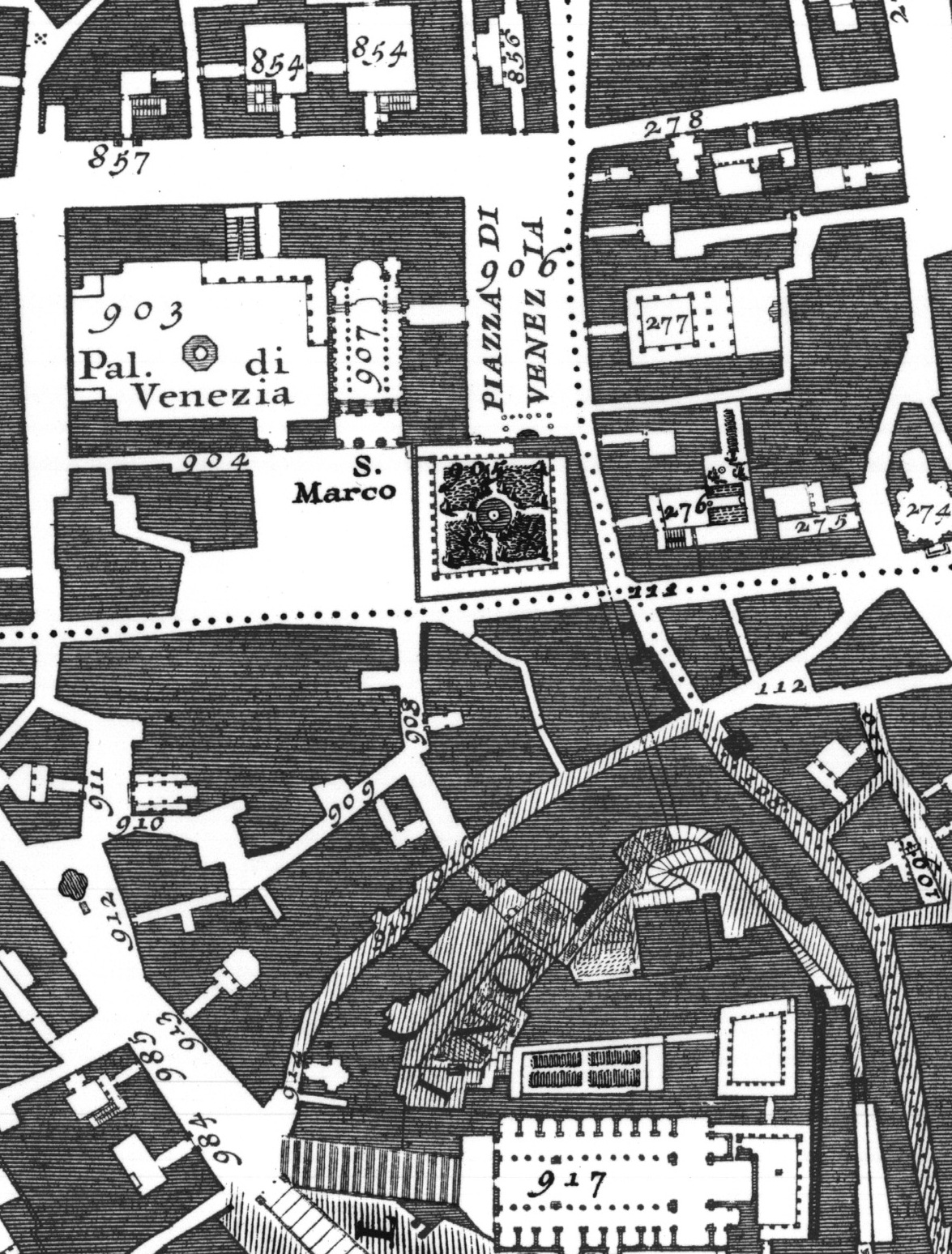
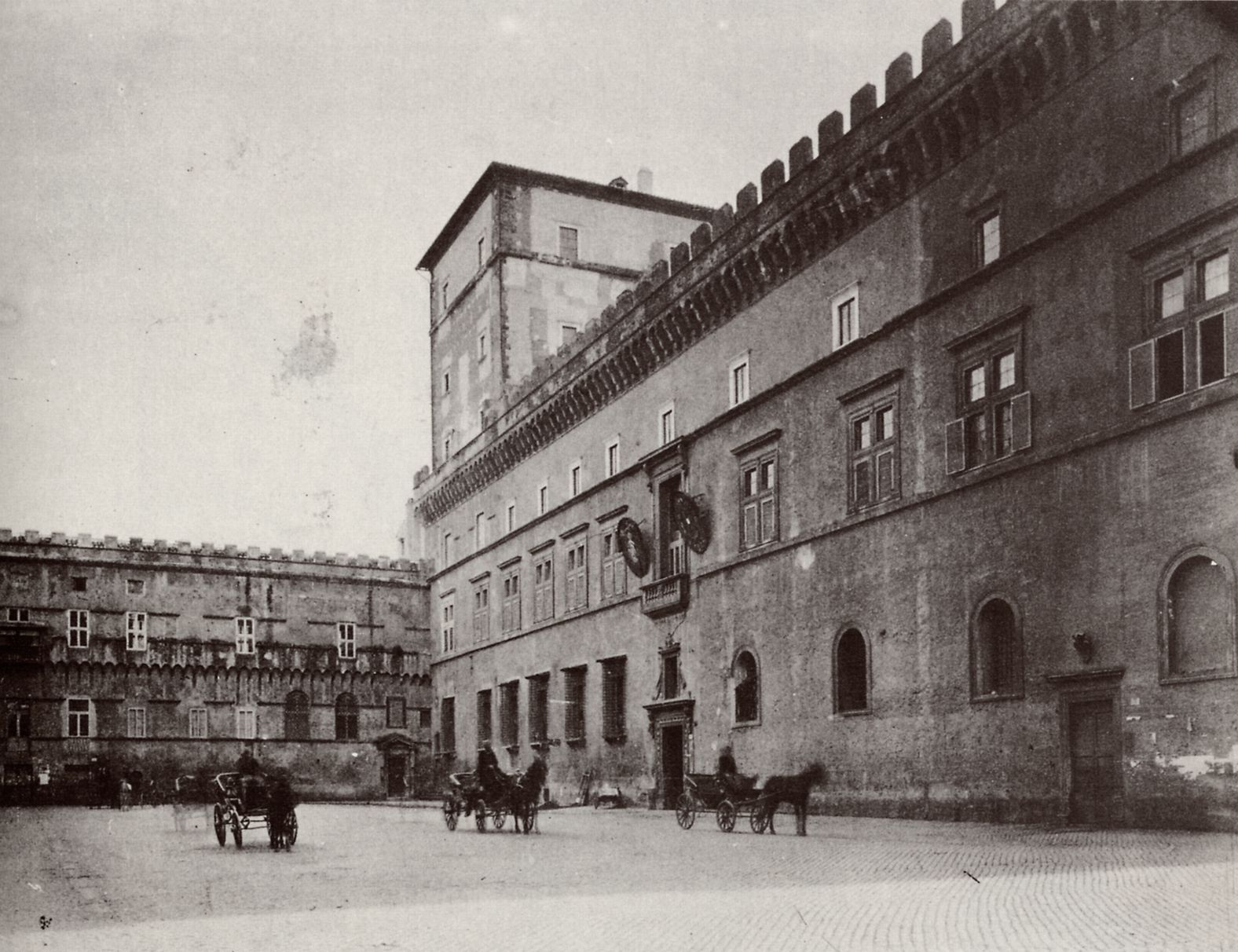
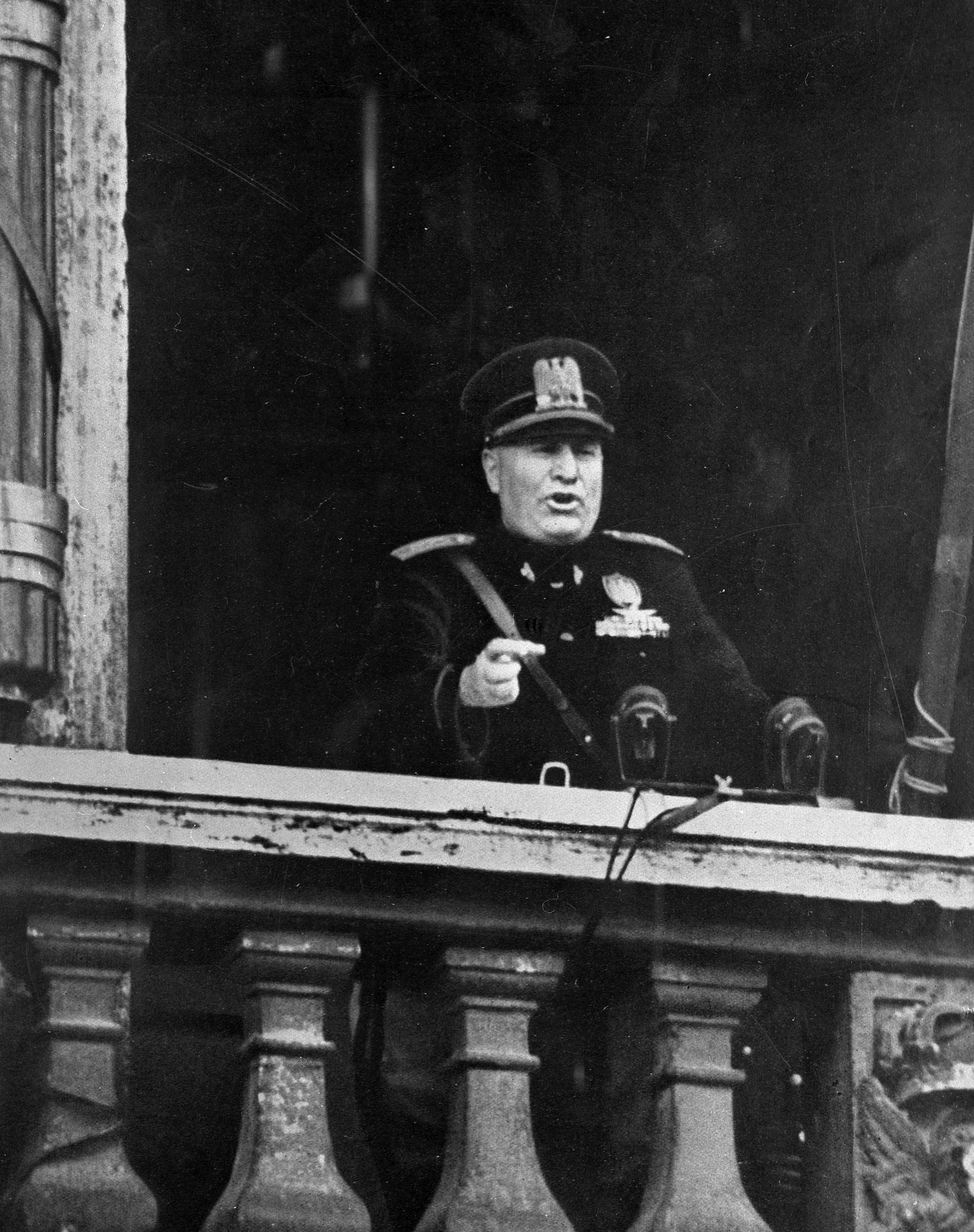
Беніто Муссоліні з балкону палацу оголошує вступ Італії у Другу світову війну